# Kutiman
Ophir Kutiel (en hebreo: אופיר קותיאל‎; nacido el año 1982), conocido profesionalmente como Kutiman, es un músico, compositor, productor y animador israelí. Conocido principalmente por la creación de su proyecto de audiovisual online, ThruYOU, un álbum titulado con el mismo nombre y la serie de vídeos virales “Thru the City”.

## Influencias
Kutiel nació en Jerusalén, Israel, y creció en Zikhron Ya'aqov. Comenzó a estudiar piano a los seis años y aprendió a tocar instrumentos de percusión y guitarra a los 14 años. Cuando Kutiel tenía 18 años se instaló en Tel Aviv y estudió Jazz en el Instituto de Música Rimon.
Mientras dedicaba horas de su día a trabajar en un pequeño negocio local, Kutiel pudo descubrir una cadena de radio que ofrecía sonidos y géneros de música muy distintos a los sonidos del jazz clásico a los que él estaba acostumbrado hasta aquel entonces. A partir de esta primera experiencia con otros géneros, Kutiman conoció a Sabbo, otro músico israelí, quien le hizo conocer los sonidos afrobeat y la música funk, incluyendo a James Brown o Fela Kuti entre otros. De este modo, mientras los gustos e intereses musicales de Kutiel se desviaban de las músicas más clásicas y tradicionales con las que había recibido su formación musical, el año 2003 Kutiman se embarcó en un viaje a Jamaica, donde investigó sobre la música reggae y trabajó con Stephen y con Damian Marley.
Kutiman es mayormente conocido por su proyecto de mezclas (mashup) de vídeo y audio "Thru You".".

## Carrera musical
En el año 2006, Kutiman firmó con el sello alemán, Melting Pot Music, con base en Colonia (Alemania), pronto llegó su primer single, "No Groove Where I Come From", acompañado del lanzamiento de la canción "Music is Ruling My World"— una colaboración con Karolina de Habanot Nechama. El primer álbum del artista recibió un 8.2 de valoración en Pitchfork Media y un 7 sobre 10 en PopMatters. Este álbum se lanzó en otoño de 2007 y Under the Radar escogió a Kutiman como uno de los artistas a los que seguir durante 2008 junto a Glasvegas y MGMT. Kutiman también ha obtenido el premio ACUM 2010 por producir el álbum de Karolina, What Will I Do Now?
En el verano de 2010 Kutiman compartió escenario con DJ Shadow en Tel Aviv, donde tocó con su banda, The Kutiman Orchestra.
En junio de 2012 Kutiman lanzó el nuevo single "Dover. D", con su videoclip. Este video, creado por Kutiman, documenta un proyecto de arte urbano realizado por Dover D. Kutiman produjo esta canción y la instrumentalizó junto a la voz de Elran Dekel, cantante de Funk'n'stein. Gilles Peterson la hizo sonar en su programa en BBC Radio 6 Music.
En 2014, Kutiman, fue nominado al Webby Award en la modalidad de mezcla de vídeo mashup por su videoclip ‘Thru Tokyo’ project, en el que proyecta una colección de paisajes musicales de la ciudad de Tokio. Desde entonces ha sido invitado a realizar proyectos similares en otras ciudades como JerusalénTel Aviv, Riga, Cracovia o Nueva York, cuyo vídeo se presentará en diciembre de 2015 para crear perfiles audiovisuales de cada una de las ciudades.
A partir del éxito musical de ‘Thru You,’ Kutiman publicó en octubre de 2014 ‘Thru You Too’, un álbum online compuesto por fragmentos de videos aleatorios de YouTube. Recibió el premio Webby Honeree en 2015 por su proyecto ‘Thru You Too’ Este proyecto dio lugar a colaboraciones con dj's, músicos y productores internacionales dando lugar a ‘Thru You Remixes’. En "Thru You Remixes" 9 productores brillantes que se relacionan con géneros musicales y países distintos mezclan el álbum "Thru You". Los productores participantes en "Thru You Remixes" son: Garden City Movement, Mixmonster & Kalbata, Jim Dunloop & Grzly Adams, Rejoicer, Free The Robots, Red Axes, Tomgi, La Dame Noir y Copia Doble Systema.
En julio de 2015 Kutiman publicó "Space Cassava", un vinilo de dos pistas en el que Kutiman se rinde a los sonidos del deep jazz y del funk. El EP sirve como trabajo de lanzamiento de la nueva productora Siyal Music. Aun así la presentación oficial de la productora tendrá lugar en octubre de 2015 con la presentación del álbum 6AM de Kutiman.

### "Thru You" (2009)
En el año 2009 Kutiman presentó “Thru You” un proyecto de vídeo y música en línea, presentando mezclas de samples de vídeos de YouTube y el proyecto recibió más de 10 millones de visitas en dos semanas. Time Magazine lo nombró una de las “50 mejores inventos del año 2009”.  Debido al éxito de Thru You, en octubre de 2010, Kutiman fue invitado a participar en la apertura del "YouTube Play" en Museo Solomon R. Guggenheim en Nueva York.
Dos años después de la presentación de Thru You, Kutiman creó un nuevo vídeo del mismo estilo llamado My Favorite Color, que atrajo la atención de publicaciones como Wired, Fader,, y Mashable.
En junio de 2009 en una entrevista de radio en internet, Kutiman describe como concibe Thru You:
En un primer momento solo me centré en percusionistas, a partir de ahí pensé en la idea de Thru You. Entonces busqué algunos percusionistas en YouTube y toqué sobre sus bases. Entonces un día cuando iba a conectar mi guitarra pensé que quizás podría encontrar otros músicos en YouTube para que tocaran con el percusionista...
Kutiman pasó dos meses trabajando en el proyecto Thru You y así lo describe:
Me llevó dos meses pero fue muy intenso. Casi no comía, solo trabajaba en el ordenador y me iba a dormir...día y noche, noche y día... no veía a mis amigos ni a mi familia, ni siquiera al sol.
Tras mostrar su proyecto a una veintena de sus amigos, el vídeo se convirtió en un vídeo viral a través de la web, alcanzando más de un millón de visitas en menos de una semana. Tras ver Thru You, el abogado especializado en derechos de autor, Lawrence Lessig, alabó el proyecto por su originalidad y afirmó que “si te conectas a Internet con la idea de que los antiguos sistemas de copyright van a funcionar con normalidad en ella, este proyecto te ayudará a reconocer que necesitas una nueva perspectiva”.

### "Thru You Too"
El 12 de septiembre de 2014 Kutiman lanzó "Give It Up" "Give It Up", el primer vídeo del proyecto “Thru You Too” secuela del anterior proyecto. “Give it up” alcanzó el millón de visitas en cuestión de días.“Thru You Too” puso en el centro de atención a seis vocalistas, todas ellas mujeres. El 23 de septiembre el segundo vídeo "No One In This World"  se hizo público. Una semana más tarde se publicaron los vídeos restantes del proyecto en el canal de YouTube de Kutiman y en una web que se creó para el proyecto.
El nuevo proyecto consiguió cobertura internacional en medios como Slate, TIME Magazine, Billboard Magazine o The New York Times.

### "Thru You Too Remixes"
En 2015 el álbum “Thru You Too” fue remezclado y se presentó online. Se creó una página web para
dar a conocer el proyecto. El impacto que tuvo el proyecto original dio lugar a que una lista de artistas
internacionales ofrecieran sus propias interpretaciones de distintos temas de "Thru You Too". Cada uno
de los productores internacionales que participó provenía de un país y de un estilo musical distinto.
Desde Hip Hop, Beats, Techno o House, hasta Dub o Electro Pop. El proyecto se publicó con formato de álbum online.
Los productores que participaron en “Thru You Too Remixes” son Garden City Movement, Mixmonster y Kalbata, Jim Dunloop y Grzly Adams, Rejoicer, Free The Robots, Red Axes, Tomgi, La Dame Noir y Copia Doble Systema.

## Mashup(Vídeo)

### Kutiman mezcla Maroon 5: "My Favorite Color"
En el proyecto “My Favourite Color” Kutiman trabaja con un sonido más propio del jazz que, una vez más, atrajo numerosas visitas y menciones por medios como Wired, CBS News, y TechCrunch. El vídeo mantiene el estilo de Thru You, mezclando diversos vídeos de YouTube para formar un elemento único, pero el sonido es más complejo en esta ocasión. Entre otros se puede ver a una madre tocando el órgano, a una joven vocalista desde su dormitorio en Londres o a un saxofonista improvisando desde Omaha, Nebraska.

### “My Favorite Band": un tributo a "Black Dog" de Led Zeppelin
Como una forma de tributo a una de las bandas más influyentes de la historia de la música, Kutiman creó una pieza titulada “My Favorite Band"— fue la primera versión “mashup” de "Black Dog" de Led Zeppelin. Utilizando videos no relacionados entre sí de distintos músicos interpretando "Black Dog", Kutiman creó una versión innovadora. El tributo de Kutiman se proyectó en Flatpack Film Festival como parte de las celebraciones "Home of Metal". La proyección fue en Wolverhampton, Reino Unido, en un área que solía ser frecuentada por la banda.

### This Is Real Democracy
En 2011, Kutiman publicó el vídeo "This Is Real Democracy". La intención del vídeo fue concienciar a través de distintas grabaciones de gente manifestándose en las calles y de líderes mundiales (pasados y presentes); el vídeo de Kutiman fue un intento de dar respuesta a los eventos que se retransmitían en otros medios de comunicación. A pesar de que algunos de los vídeos utilizados en este proyecto fueron tomados de YouTube, la gran mayoría pertenecían a los medios generalistas -cadenas de televisión- representando un nuevo elemento en el trabajo de Kutiman.

### Off Grid
El último proyecto de Kutiman titulado Off Grid se presentó el 11 de febrero de 2016 en forma de álbum en línea. Off Grid está formado por la mezcla de 96 vídeos de Youtube desconectados entre sí. El proyecto es un homenaje al free jazz y la música psicodélica. El lanzamiento del proyecto se hizo a través de la página www.Kutiman.com, donde se puede oír el álbum entero.

## Thru The City

### Thru Jerusalem
En junio de 2011 Kutiman fue escogido como “Artista de la temporada” para la "The Jerusalem Season of Culture" y creó un vídeo titulado "Thru Jerusalem". Esta pieza difiere de los vídeos anteriores ya que en esta ocasión fue él quien contactó a los músicos y les filmó para luego desarrollar el vídeo a partir de todos los fragmentos, en vez de recurrir a YouTube. A pesar de que Kutiman filmó a los músicos él mismo no les dio pautas sobre cómo interpretar. En julio de 2011 la canción ganó el premio Call for Music Videos of Palestinian-Jewish Duos or Groups presentado por la Jewish-Palestinian Living Room Dialogue.

### Thru Krakow
En 2012 Kutiman fue invitado al Festival de cultura judía de Cracovia, Polonia y, en esa ocasión, creó el segundo vídeo de la serie Thru The Cities –Thru Krakow, presentando a muchos de los artistas que participaron en el festival, entre otros: Frank London, David Krakauer, Uri Caine, Paul Shapiro, Cantor Benzion Miller, Raphael Roginski, Mikołaj Trzaska, DJ Funklore (Tomasz Jurecki), The Alaev Family.

### Thru Tokyo
En agost 2012, Kutiman fue invitado a filmar los contrastes entre el Tokio más moderno y el más tradicional, músicos japoneses colaboraron para crear Thru Tokyo. El vídeo fue publicado en 2013. Thru Tokyo es el tercer vídeo del proyecto "Thru the City". Este proyecto se realizó en colaboración con PBS.

### Thru Tel Aviv
Tras el resultado de Thru Tokyo, Kutiman comenzó un proyecto de colaboración con The British Council y The Space para crear Thru Tel Aviv. Mix the City invita a la gente de cualquier parte del mundo a crear su propia interpretación de Tel Aviv. Kutiman grabó un vídeo de cuatro minutos que representa su visión de la diversidad de voces que ofrece Tel Aviv, incluyendo al músico palestino Ziwar Bahlul.
Este proyecto se presentó junto a la creación de la web interactiva Mix the City.

### Thru Istanbul
En el marco de un intenso inicio de año 2016, tras la presentación de Off Grid, una vez más, en colaboración con The British Council, Kutiman presenta Thru Istanbul. En este caso Mix the City invita a la gente a crear su propia interpretación de Istanbul.
Este proyecto se presentó junto a la creación de la web interactiva Mix the City.

## Videoclips
Además de los collages audiovisuales de Kutiman, para los que ha compuesto la música, además ha dirigido videoclips.
Su primer videoclip fue un vídeo de animación creado para su canción "Chaser", perteneciente a su primer álbum. El segundo videoclip dirigido por Kutiman fue realizado para la canción "Eze Kif" de Hadag Nahash.
En 2010, Kutiman trabajó con Karolina para crear un videoclip ara su hit "Smile 2 Me", video que fue proyectado en 150 localizaciones distintas de Tel Aviv. Este mismo vídeo ha sido proyectado en el Hammer Museum de Los Angeles, como parte del Flux Screening Series. Kutiman recibió el premio Acum por la producción, junto a Sabbo, del álbum, What shall I Do Now?, de Karolina.
"Light Up", fue el vídeo que realizó Kutiman para Boom Pam, votado como uno de los 10 mejores vídeos por City Mouse, una de las páginas web más populares de Israel. Kutiman utilizó distintas proyecciones de vídeo tras su manipulación con distintos materiales para la creación del vídeo. El tema mezcla inspirada en ritmos y sonidos marroquíes, metal de los 70', psych-fuzz, el sonido de la tuba y letras potentes.

## Colaboraciones

### Colaboraciones musicales
En los comienzos de los 2000' Kutiman formó una productora junto a su colega y músico Ronen Sabbo y juntos han producido a distintos músicos israelíes, entre otros Karolina, Ester Rada, Roni Duani y Shay Gabso, entre otros. Ambos realizaron algunos singles y un álbum con el título "Better Days" que se basó en las grabaciones realizadas en 2004 a vocalistas como Turbulence, Norris Man y Milton Blake entre otros.
En 2009 Sabbo & Kuti producen el álbum "What Will I Do Now?" de Karolina que recibió muy buenas críticas y ganó el premio a los mejores arreglos musicales por parte de la Asociación de Compositores, autores y productores de música de Israel (ACUM). En 2013 su producción para Ester Rada del tema "Life Happens" se convirtió en su primer hit, llegando a ser la canción que más sonaba en la cadena 88FM de la radio israelí, mientras que el sencillo de Karolina de 2013 "Shadow of the Palm Tree" llegó a ser la octava canción más reproducida en la televisión y radio israelí según ACUM.

### Otras colaboraciones
Kutiman ha sido invitado por Fiverr, Jerusalem Season of Culture, Mix The City/Thru Tel Aviv y por Google (en el Museo Guggenheim) para crear piezas originales con total libertad creativa.

#### Fiverr: "Inner Galactic Lovers"
Kutiman creó una canción y vídeo originales para Fiverr. Conectó con la comunidad de músicos Fiverr para crear los sonidos futuristas soul que caracterizan “Inner Galactic Lovers”. Kutiman hizo una mezcla con sonidos de 24 músicos de países distintos miembros de Fiverr. La jam virtual consiste en sonidos grabados individualmente orquestados por la guía de Kutiman.

## Discografía
- No Groove Where I Come From 7" (Afro Kats) octubre de 2006
- No Groove Where I Come From! 12" (MPM) noviembre de 2006
- No Reason For You 12" (MPM) marzo de 2007
- Music Is Ruling My World (w/ remix by DJ Day) 12" (MPM) junio de 2007
- Kutiman CD/LP (MPM) noviembre de 2007
- Dover D (B.M.usic) junio de 2012
- Space Cassava (Siyal Music) julio de 2015